# Église Saint-Pardoux de Vareilles
Pour les articles homonymes, voir Église Saint-Pardoux.
L'église Saint-Pardoux est une église située à Vareilles, dans le département français de la Creuse en France. Construite au XIIe siècle, elle est inscrite au titre des monuments historiques en 1963.

## Localisation
L'église est située sur la commune de Vareilles dans le département français de la Creuse en région Nouvelle-Aquitaine.

## Historique
L'église a été construite au XIIe siècle.
L'édifice est inscrit au titre des monuments historiques en 1963.